# Capitanopsis
Capitanopsis es un género con 4 especies de plantas con flores perteneciente a la familia Lamiaceae. Es originario  de Madagascar. Comprende 4 especies descritas y de estas, solo 3 aceptadas.

## Taxonomía
El género fue descrito por Spencer Le Marchant Moore y publicado en Journal of Botany, British and Foreign 54: 249. 1916. La especie tipo es: Capitanopsis cloiselii S.Moore, 1916.

## Especies aceptadas
A continuación se brinda un listado de las especies del género Capitanopsis aceptadas hasta septiembre de 2014, ordenadas alfabéticamente. Para cada una se indica el nombre binomial seguido del autor, abreviado según las convenciones y usos.	
- Capitanopsis albida (Baker) Hedge, 1998.
- Capitanopsis angustifolia (Moldenke) Capuron, 1972.
- Capitanopsis cloiselii S.Moore, 1916.